# Костараджа
Костарáджа (понякога Кощеряк или Костеряк, на гръцки: Κωσταράζι или Παλαιό Κωσταράζι Палео Костарази) е бивше село в Егейска Македония, Република Гърция, разположено на територията на дем Хрупища, област Западна Македония.

## География
Селото се намирало на 25 километра южно от град Костур и на 10 километра северно от село Богатско (Вогацико) високо в планината Саракина (Корисос). Разположено е под хълма Скала, на надморска височина от 960 или 1000 m.

## История

### Античност и Средновековие
Югоизточно от селото, на връх Джорджуло (Палиокастро) има останки от антична и средновековна крепост.

### В Османската империя
В османските данъчни регистри от средата на XV век Косторажде е споменато с 5 семейства на Серангос, Тодор, Никола, Тозо и Стале.
Според традицията селото е основано от жителите на три селища - Крания, Смикси и Палиоспита, които заедно се заселили на по-безопасно откъм турски нападения място. Името си според легендата носи от хайдутина Костас Ризос.
В 1692 година селото е споменато в Завордската кондика.
В XIX век Костараджа е село на самата южна българска етническа граница, чието население се състои от гърци и огърчени българи – на юг и изток селата са гръцки, на север и на запад – български. Според статистиката на Васил Кънчов („Македония. Етнография и статистика“) в 1900 година Костараджа (Кощерякъ) и има 150 българи и 600 жители гърци християни.
На Етнографската карта на Битолския вилает на Картографския институт в София от 1901 година Костураджи е чисто гръцко село в Костурската каза на Корчанския санджак със 120 къщи.
По данни на секретаря на Българската екзархия Димитър Мишев („La Macédoine et sa Population Chrétienne“) в 1905 година в Костурач има 650 жители гърци и работи гръцко училище.
По време на Гръцката въоръжена пропаганда в Македония в началото на XX век селото е база на гръците андарти.
Гръцка статистика от 1905 година показва 800 жители гърци.
В „Етнография на Македония“, издадена в 1924 година, Густав Вайганд описва Гощерац като почти напълно гърцизирано село на българо-гръцката езикова граница:
| „ | Котловината на Кастория е българска, но самата Кастория както и Маврово са гръцки, респективно гърцизирани, в Хрупища гръцката партия е наистина много силна, но не може да става дума за гърцизиране. Гощерац е почти, Богатсико - напълно гърцизирано. Езиковата граница върви от Гощерац към моста на Смикси, на север лежащото Пишак е още българско, а обратно Витсани и Бубуща са гръцки. Долината на идващия от Грамости поток, на Белица, е българска до Хамотско, следващото Линотопи е албанско, а следващото Грамости - аромънско. | “ |

### В Гърция
На 20 октомври 1912 година по време на Балканската война селото е опожарено от отстъпващите османци. В селото влизат гръцки части и след Междусъюзническата война в 1913 година то попада в Гърция.
В 1944 година Костараджа отново е изгорено, този път от германските окупационни войски, тъй като е база на гръцките партизани. На 13 април 1944 година, Велики четвъртък, след два дни престой на войници на Вафен СС и Вермахта в селото е решено то да бъде унищожено. Всички жители са събрани от германците, за да бъдат екзекутирани, но последния момент решението е отменено и така е избегнато второ клане, като това в Клисура няколко дена по-рано. Покривът на църквата обаче е изгорен.
Селото пострадва силно в Гражданската война, разсипано е и жителите му бягат в градовете и полските села. След войната на 4 km югозападно е изградено ново селище - Ново Костараджа. Оцелява единствено църквата „Рождество Богородично“.
В 1979 година църквата е възстановена частично от жителите на Ново Костараджа, а в 1999 година изцяло.
Селото се използва от жителите на новото село за настаняване през лятото, когато планината е лятно пасище.
През юни 2017 година с президентски указ Костараджа е определено за „село мъченик“.
| Име       | Име        | Ново име    | Ново име    | Описание                                                  |
| --------- | ---------- | ----------- | ----------- | --------------------------------------------------------- |
| Копачо    | Κοπάτσο    | Просилио    | Προσήλιο    | местност ЮЗ от Ново Костараджа                            |
| Джорджуло | Τσόρτζουλο | Палиокастро | Παλιόκαστρο | връх в Саракина, ЮЗ от Костараджа и СИ от Ново Костараджа |
| Бара      | Μπάρα      | Клади       | Κλαδί       | местност в Саракина, СИ от Костараджа                     |

| Година    | 1913 | 1920 | 1928 | 1940 | 1951 | 1961 | 1971 | 1981 | 1991 | 2001 | 2011 | 2021 |
| --------- | ---- | ---- | ---- | ---- | ---- | ---- | ---- | ---- | ---- | ---- | ---- | ---- |
| Население | 941  | 796  | 798  | 956  |      |      |      |      | 11   | 0    | 9    |      |

## Личности
Родени в Костараджа
- Антим Йованопулос (1830 - 1905), игумен на Сливенския манастир
- Аргириос Цяцос (Αργύριος Τσιάτσος), гръцки андартски деец, агент от III ред[19]
- Динас Бастелас (Ντίνας Μπαστέλας), гръцки андартски деец, агент от III ред[19]
- Зисис Гаврос (Ζήσης Γκάβρος), гръцки андартски деец, агент от I ред[19]
- Зисис Гавру (Ζήσης Γάβρου), гръцки андартски деец, агент от III ред, член на революционния комитет в Костараджа[19]
- Зисис Евтимиадис (Ζήσης Ευθυμιάδης), гръцки андартски деец, агент от III ред[19]
- Йоанис Костонарис (Ιωάννης Κωστωνάρης), гръцки андартски деец, агент от II ред[19]
- Николаос Кутувас (Νικόλαος Κουτούβας), гръцки андартски деец, четник на Димитър Далипо и Константин Попставрев[19]
- Пандазис Хрисостомидис (Πανταζής Χρυσοστομίδης), гръцки андартски деец, учител в Костараджа, агент от III ред, заедно с учителя Кумис подпомага Павлос Мелас, служи за връзка между него и Германос Каравангелис, както между Александрос Караливанос, Евтимиос Каудис и Павел Киров[19]
- Савас Николау (Σάββας Νικολάου), гръцки андартски деец, агент от II ред[19]

Починали в Костараджа
- Яни Люкров (1922 - 1948), деец на Охрана, комунистически партизанин, войник на ДАГ